# Kromosom 11 (čovjek)
Kromosom 11 u kariotipu čovjeka je autosomni kromosom, jedanaesti po redu po dimenzijama i broju nukleotida. Prema položaju centromere pripada submetacentričnim kromosomima. Sastoji se od 134,5 milijuna nukleotida što predstavlja oko 4-4,5% od ukupne količine DNK u stanici.
Potvrđeno je da kromosom 11 sadrži preko 1300 gena, ali se pretpostavlja da ih ima oko 1700.
Više od 40% svih 856 identificiranih gena za receptore mirisa nalaze se na kromosomu 11 grupirani u 28 multigenskih skupina. Geni mirisnih receptora su najveća poznata genska skupina u ljudskom genomu.
Broj polimorfizama jednog nukleotida (eng. Single Nucleotide Polymorphism - SNP) je preko 550 000.

## Geni kromosoma 11
Neki od važnijih gena kromosoma 11 jesu:
- ACAT1: acetil-koenzim A acetiltransferaza 1
- APLNR:  Apelin receptor (APJ receptor)
- APOA4: apolipoprotein A-IV
- ATM: gen mutiran kod ataksije telangiektazije
- BDNF: neurotropski faktor mozga, pripada obitelji neurotropina
- CCL9: kemokin (C-C motiv) ligand 9
- CD81
- C11orf1
- CPT1A: karnitin palmitoiltransferaza 1A (jetrena)
- DHCR7: 7-dehidrokolesterol reduktaza
- HBB: hemoglobin, beta
- HMBS: hidroksimetilbilan VIIA
- INS: gen inzulina[4]
- MMP7: matriks metaloproteinaze
- MEN1: multipla endokrina neoplazija tip 1
- PAX6
- PTS: 6-piruvoiltetrahidropterin sintetaza
- SAA1: amiloid A1
- SBF2: faktor 2 vezivanja SET
- SMPD1: sfingomielin fosfodiesteraza 1, lizosomska
- TECTA: tektorin alfa
- TH: tirozin hidroksilaza
- USH1C: gen vezan za Usherov sindrom 1C (autosomski recesivni)
- WT1: bjelančevina Wilmsovog tumora
- RAG1/RAG2

## Bolesti vezane za kromosom 11
Poznat je sadržaj i raspored gena kromosoma 11 čije mutacije izazivaju niz nasljednih bolesti. Najvažnije bolesti vezane za mutacije na kromosomu 11 jesu:
- akutna intermitentna porfrija
- albinizam
- ataksija telangiektazija
- Beckwith-Wiedemannov sindrom
- Bestova bolest
- deficit beta-ketotiolaze
- beta talasemija
- rak mokraćnog mjehura
- rak dojke
- deficit karnitin palmitoiltransferaze I
- Charcot-Marie-Toothova bolest
- Charcot-Marie-Toothova bolest tip 4
- cistična fibroza
- klinička depresija
- Denys-Drashov sindrom
- obiteljska sredozemna groznica
- nasljedni angioedem
- Jacobsenov sindrom
- Jervell and Lange-Nielsen sindrom
- limfom plašt stanica (t11;14)
- Meckelov sindrom
- methemoglobinemija tip beta globina
- leukemija
- multipla endokrina neoplazija tip 1
- nasljedna multipla egzostoza
- Niemann-Pickova bolest
- gluhoća
- gluhoća autosomna dominantna
- gluhoća autosomna recesivna
- porfirija
- Romano-Wardov sindrom
- anemija srpastih stanica[6]
- Smith-Lemli-Opitz sindrom
- deficit tetrahidrobiopterina
- Usherov sindrom
- Usherov sindrom tip I
- WAGR sindrom
- Wilmsov tumor